# John Einar Åberg
John Einar Leon Åberg, född 11 mars 1908 i Stockholm, död 16 januari 1999 i Stockholm, var en svensk författare, översättare och banktjänsteman.

## Biografi
John Einar Åberg var äldsta barnet i en familj med elva barn. Fadern övertog en firma som snart gick i konkurs. Familjen flyttade till Varberg när Einar var barn. Han tog realexamen och studerade länge på Hermods. Han arbetade på bank till mitten av 1960-talet, då han fick hjärtproblem och blev förtidspensionär. De första böckerna publicerades under namnet Einar Åberg. Han lade senare till John för att inte förväxlas med den antisemitiska bokhandlaren Einar Åberg..
I början av 1950-talet flyttade Åberg till Stockholmsförorten Solberga, där han bodde till sin död.

## Författarskap
Åberg använde sig ibland av pseudonymer; några som han använde var Skalden Johansson, Anders Bergman och Jarl Jesperson.
Han efterlämnande flera opublicerade manuskript.

## Filmatiseringar
- Änglar, finns dom?, 1961, med Jarl Kulle och Christina Schollin
- Ministern, 1970, med Jarl Kulle och Margaretha Krook [4]